# Українська писанка (срібна монета)
«Украї́нська пи́санка» — срібна пам'ятна монета номіналом 20 гривень, випущена Національним банком України. Присвячена писанкарству  — яскравому взірцю української традиційної художньої творчості, яка має свої специфічні орнаментальні мотиви і кольорову гамму в кожному етнографічному регіоні України.
Монету введено до обігу 16 квітня 2009 року. Вона належить до серії «Українська спадщина».

## Опис та характеристики монети
| Номінал грн. | Метал           | Маса, грам   | Діаметр, мм. | Якість виготовлення | Гурт                           | Тираж, штук |
| ------------ | --------------- | ------------ | ------------ | ------------------- | ------------------------------ | ----------- |
| 20           | срібло (Ag 925) | 62,2 / 67,25 | 50           | пруф                | гладкий із заглибленим написом | 8 000       |

### Аверс
На аверсі монети розміщено: угорі  — малий Державний Герб України, напис півколом «НАЦІОНАЛЬНИЙ БАНК УКРАЇНИ», на тлі рушників зображено композицію  — на тарелі писанки, оздоблені геометричним і рослинним орнаментами, притаманними різним областям України, під якою напис «20 ГРИВЕНЬ» / «2009».

### Реверс

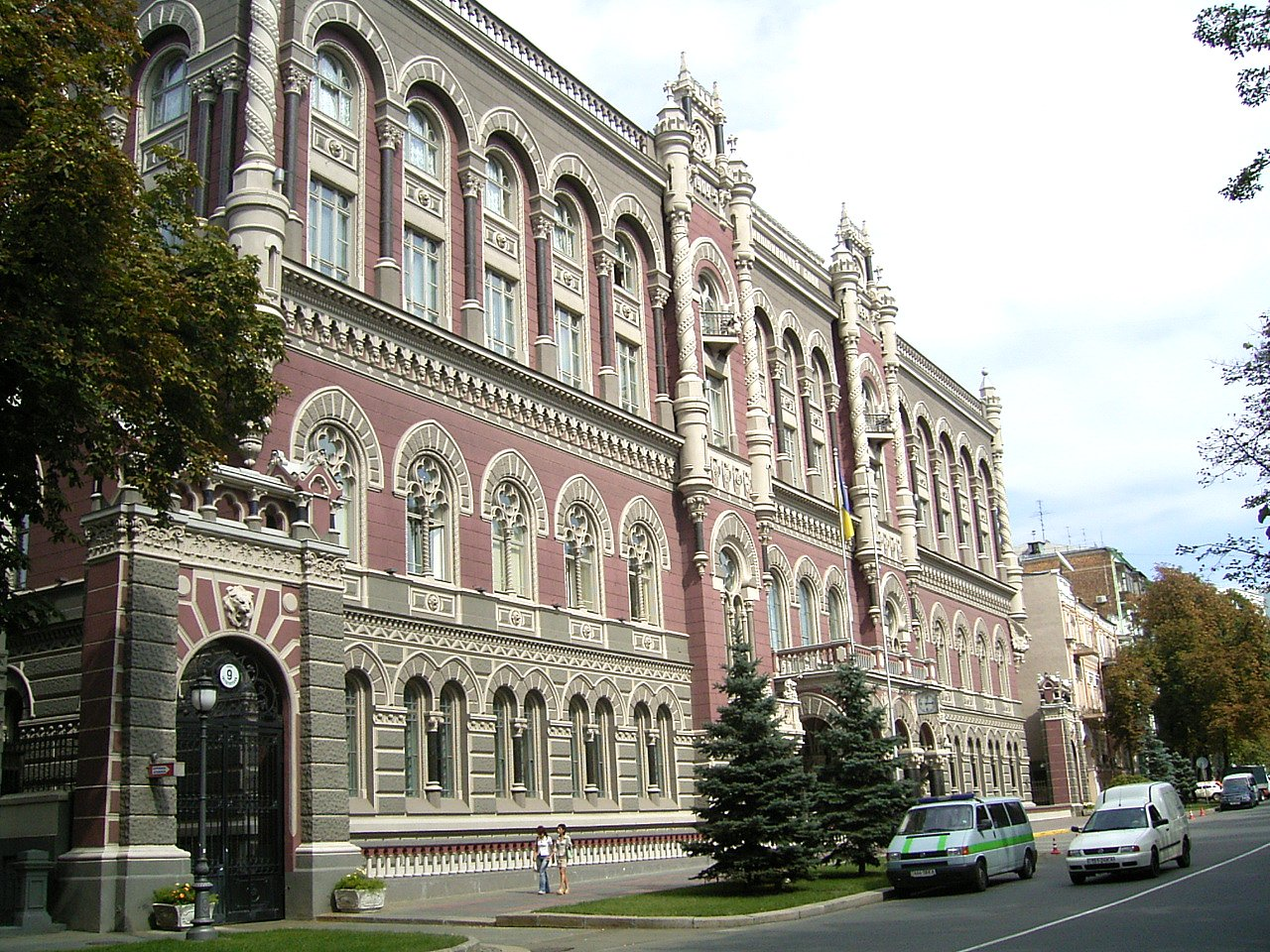
Будівля Національного банку України

На реверсі монети  — коло монети оздоблено орнаментом під писанку, контур якого утворює яйце, усередині якого розміщено композицію  — жінка-писанкарка розмальовує яйце і поруч з нею сидить дівчинка. На тлі орнаментального кола розміщено напис «УКРАЇНСЬКА» (ліворуч) «ПИСАНКА» (праворуч).

## Автори
- Художники: Анатолій Дем'яненко, Володимир Атаманчук.
- Скульптори: Анатолій Дем'яненко, Володимир Атаманчук.

## Вартість монети
Ціна монети — 1531 гривня була вказана на сайті Національного банку України у 2016 році.
Фактична приблизна вартість монети, з роками змінювалася так:
| Рік        | 2010 | 2011 | 2012  | 2013  | 2014  | 2015  | 2016  | 2017  | 2018  | 2019  | 2020  | 2021  | 2022  | 2023  | 2024  | 2025  |
| ---------- | ---- | ---- | ----- | ----- | ----- | ----- | ----- | ----- | ----- | ----- | ----- | ----- | ----- | ----- | ----- | ----- |
| Ціна, грн. | 700  | 900  | 1 100 | 1 100 | 1 000 | 1 450 | 1 500 | 2 100 | 1 950 | 1 800 | 1 800 | 2 800 | 2 800 | 4 600 | 7 000 | 7 700 |